# Паулін II Антіохійський
Павлин (Паулін) II Антіохійський (Paulinus) — патріарх Антіохійський з 362 до 388 року.
В цей час Антіохійська православна церква була розколота внаслідок ряду схизм та єресей на чотири основні групи, які висували своїх претендентів на патріарший престол і згодом обрали власних патріархів. На престол Антіохії претендували: група аріян, група мелетіян, група євстахіян й група аполінаристів.
Павлина підтримали члени партії прихильників Євстафія Антіохійського, й він був конкурентом патріарха Мелетія Антіохійського. Висвячення Павлина на патріарха призвело до розколу Антіохійської церкви.
Павлин «високо цінували за благочестя» й був визнаний Єрусалимським патріархом.
Помер у 388 році. Його послідовники називали «паулінами».